# 螣蛇增十五
仙后座2，又名BD+58 2552，HD 218753、SAO 35186、HR 8822，是仙后座的一颗恒星，视星等为5.7，位于銀經110.28，銀緯-1.02，其B1900.0坐标为赤經23h 5m 27.3s，赤緯+58° -1.02′ 25″。